# Pomacentrus nigromanus
Pomacentrus nigromanus là một loài cá biển thuộc chi Pomacentrus trong họ Cá thia. Loài này được mô tả lần đầu tiên vào năm 1913.

## Từ nguyên
Từ định danh được ghép bởi hai âm tiết trong tiếng Latinh: nigro ("đen") và manus ("ở tay"), hàm ý đề cập đến đốm đen lớn ở gốc vây ngực của loài cá này.

## Phạm vi phân bố và môi trường sống
Phạm vi của P. nigromanus trải dài từ vùng biển các nước Đông Nam Á đến các đảo quốc thuộc Melanesia ở phía đông, cũng như Palau, xa hơn ở phía nam đến Úc. P. nigromanus sống gần những rạn san hô viền bờ và trong đầm phá ở độ sâu khoảng 6–60 m.
Tại Việt Nam, P. nigromanus được ghi nhận tại cù lao Chàm, Côn Đảo và quần đảo Trường Sa.

## Mô tả

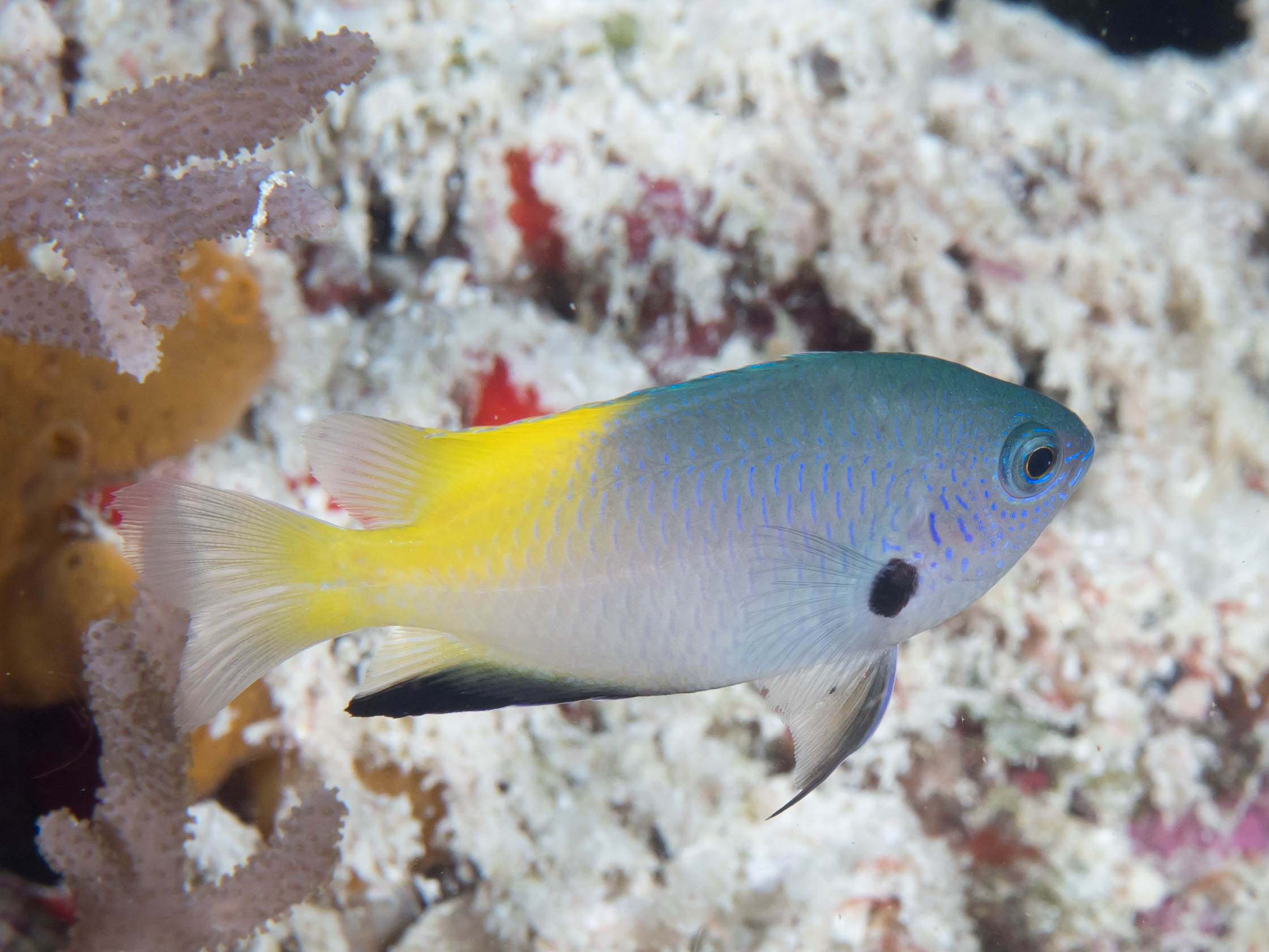
Vây hậu môn màu đen của P. nigromanus

Chiều dài lớn nhất được ghi nhận ở P. nigromanus là 9 cm. Cơ thể của chúng có màu xám với màu vàng tươi ở phần trên của thân sau, lan rộng đến phía sau vây lưng và cuống đuôi. Đầu lốm đốm các vệt xanh lam ở nắp mang và xung quanh hốc mắt. Vây ngực có đốm đen lớn ở gốc; vây bụng có các tia màu đen ở phía trước; vây đuôi trong mờ. Vây hậu môn có màu đen là đặc điểm giúp phân biệt loài cá này với Pomacentrus nigromarginatus.
Số gai ở vây lưng: 13; Số tia vây ở vây lưng: 13–14; Số gai ở vây hậu môn: 2; Số tia vây ở vây hậu môn: 14–15; Số gai ở vây bụng: 1; Số tia vây ở vây bụng: 5.

## Sinh thái học
Thức ăn của P. nigromanus bao gồm tảo và các loài động vật phù du, nhưng cũng có khi chúng ăn cả trứng của những loài cá khác. Cá đực có tập tính bảo vệ và chăm sóc trứng.